# Théodore-Augustin Forcade
Pour les articles homonymes, voir Forcade.
Théodore-Augustin Forcade, né à Versailles le 2 mars 1816 et mort à Aix-en-Provence le 12 septembre 1885, est un prêtre français des Missions étrangères de Paris.
Considéré comme un grand voyageur, il est tour à tour vicaire apostolique de Tokyo (Japon) de 1846 à 1852, puis évêque de Basse-Terre (Guadeloupe) de 1853 à 1860, évêque de Nevers de 1860 à 1873 et enfin archevêque d'Aix-en-Provence de 1873 à 1885. Lors de son épiscopat à Nevers, dans les années 1860, il contribue à éveiller la vocation de Bernadette Soubirous.
En 1879, sa ferme opposition à la loi Ferry du 18 mars 1880 défraie la chronique sous le nom d'« affaire Forcade ». Condamné par le Conseil d'État, il devient une figure majeure de la résistance des catholiques à la laïcisation de la société.  
Il meurt à Aix-en-Provence des suites du choléra, après avoir été contaminé au contact de malades qu'il venait réconforter.

## Biographie
Théodore-Augustin Forcade naît le 2 mars 1816 à Versailles d'un père employé à la préfecture de Seine-et-Oise, Auguste-Louis Forcade, et d'Augustine Joséphine Alexandrine Giroust, son épouse. L'enfant suit des études au séminaire de Versailles où il est élevé au sacerdoce. Il est ensuite chargé de la chaire de philosophie au grand séminaire pendant environ une année et supplée les services d'un curé infirme dans une petite paroisse locale. Les résultats qu'il y obtient sont spectaculaires. Honoré Fisquet affirme qu'« il parvint à raviver la foi dans cette commune et, tout brûlant de zèle pour le salut des âmes, résolut de se consacrer aux pénibles labeurs de l'apostolat dans les contrées infidèles ». C'est sans doute de cette période qu'est venue sa vocation de devenir missionnaire religieux.
Le 16 mars 1839, il est ordonné prêtre à la société des Missions étrangères et embarque pour l'Extrême-Orient en décembre 1842 alors qu'il est simple prêtre.

### Chine et Japon (1846-1852)
Alors que, depuis 1640, le Japon s'isole en interdisant l'entrée des étrangers sur son sol, et que la Chine ouvre plusieurs de ses ports dans les années 1830, les puissances occidentales envisagent d'utiliser cette occasion pour tenter de pénétrer économiquement au Japon en le forçant à s'ouvrir. Le 30 avril 1844, alors qu'est signé, par le diplomate français Théodore de Lagrené et Qiying, gouverneur mandchou du Guangdong, le traité de Huangpu entre la France et la Chine, la société des Missions étrangères envoie un prêtre aux îles Ryūkyū : il s'agit de Théodore-Augustin Forcade.

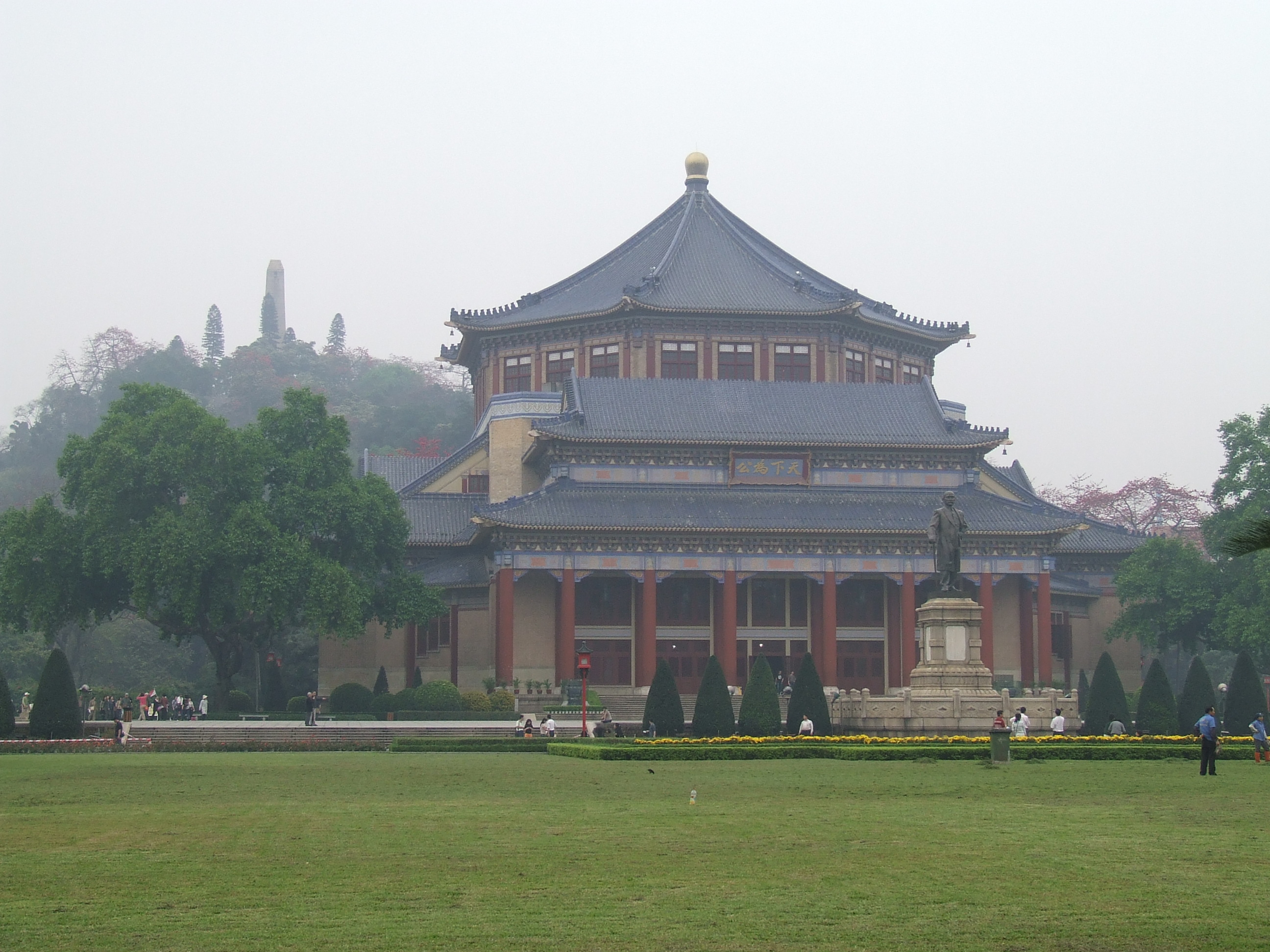
Le Sun Yat Sen Memorial Hall à Canton.

Débarquant à Lieou-Kieou en compagnie d'un catéchiste chinois nommé Augustin Ko, récemment sorti des prisons de Canton où il avait été mis en raison de sa croyance, les autorités chinoises lui refusent de débarquer. L'autorisation n'intervient que le 3 mai mais ils sont immédiatement placés en résidence surveillée dans une bonzerie. Les deux hommes parviennent de temps à autre à partir prêcher en ville, mais les soldats les reprennent et s'efforcent de convaincre les habitants du lieu de ne pas leur ouvrir leurs portes. Théodore-Augustin Forcade reste là deux années durant, malgré les risques qu'il court. Sa présence est seulement tolérée par le gouvernement chinois, sous la menace de la flotte française de l'amiral Jean-Baptiste Cécille. En moins de six mois, Forcade apprend à parler la langue chinoise, malgré l'interdiction qui lui est faite de parler aux habitants.
Durant cette période, il ne semble pas manifester d'intérêt particulier pour la culture japonaise, pays qui constitue la destination qui lui a été fixée, ne possédant que d'anciens ouvrages d'histoire, comme Histoire du christianisme dans l'empire du Japon (1715), de Pierre-François-Xavier de Charlevoix, ou encore Histoire et description générale du Japon (1736), du même auteur. Le 27 mars 1846, Forcade est nommé vicaire apostolique du Japon, mais ne sera jamais autorisé à se rendre à Tokyo. Le même jour, il devient évêque de Samos (de) in partibus infidelium. Le 1er mai 1846, un navire français, commandé par l'amiral Cécille, vient le secourir de son inextricable situation chinoise et lui fait quitter Lieou Kieou. Mais, arrivé à Chusan, alors qu'il s'attend à y trouver ses bulles, il y rencontre Mathieu Adnet, ancien curé de Verdun, devenu missionnaire, qu'il envoie à Lieou-Kieou tenir compagnie à Pierre-Marie Leturdu, missionnaire de la Congrégation des missions étrangères, resté sur place. Il prend, lui, la route pour Hong Kong. À compter de cette période, il se fait appeler « Augustin ».
Le 21 février 1847, il devient le premier évêque ordonné au diocèse de Hong Kong par Giuseppe Maria Rizzolati (it) avec comme co-consécrateurs Antonio Feliciani (en) et Auguste Thivet. Mais il ne peut y exercer sa charge, des événements le rappelant en Europe pour plusieurs années.

### Guadeloupe (1853-1860)
L'évêché de Basse-Terre, en Guadeloupe, est tout nouveau à cette époque. Son premier évêque, Pierre Lacarrière, y exerce un court épiscopat de deux années, à l'issue desquelles il doit cesser ses activités pour cause de maladie.

#### Installation

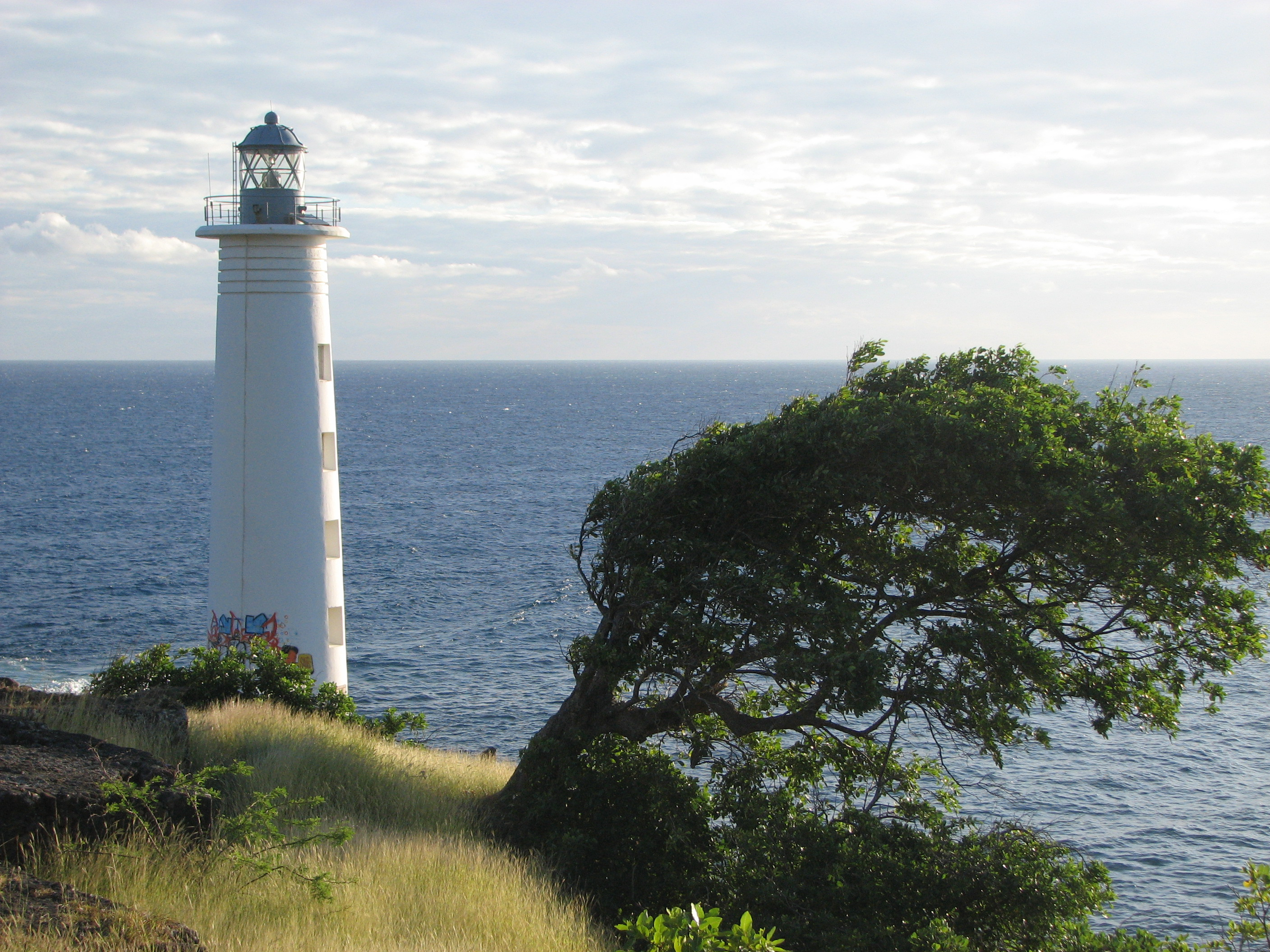
Les côtes de Vieux-Fort (Guadeloupe) où aborde Forcade le 13 janvier 1854.

Le 6 avril 1853, Théodore-Augustin Forcade est nommé par décret impérial évêque de Basse-Terre et de Pointe-à-Pitre à sa place. Il est confirmé le 12 septembre de la même année. Entre-temps, il assiste au concile provincial de Bordeaux tenu à La Rochelle en juillet 1853 et, le 7 août 1853, participe à la cérémonie du sacre de Vital-Honoré Tirmarche, évêque d'Adras in partibus, dans la chapelle du palais des Tuileries.
Son arrivée en Guadeloupe se fait le 13 janvier 1854 après avoir quitté Brest le 2 décembre 1853 à bord de la corvette La Fortune et après avoir fait une escale par Tenerife et que le gouverneur de la Guadeloupe, M. Bonfils, présent aussi à bord, voulait absolument visiter. Alors que le vaisseau paraît à la pointe du Vieux-Fort, la population accourt, les cloches se mettent en branle et des feux d'artillerie sont déclenchés. La façade de la cathédrale est somptueusement décorée de trophées et d'inscriptions.
À trois heures et demie, une salve de canons annonce que le nouvel évêque quitte La Fortune. La batterie du fort tire du canon alors qu'il met les pieds à terre. Théodore-Augustin Forcade est reçu par l'adjoint au maire de Vieux-Fort et se revêt de ses habits pontificaux. Puis il procède à plusieurs bénédictions solennelles à l'adresse de la foule sur le chemin de l'église. À la porte de la cathédrale l'attend l'abbé Salesse, premier vicaire général et administrateur du diocèse. Forcade lance alors ces mots, tant à l'adresse de Salesse que de la foule : « Mon vénérable prédécesseur, je le sais, monsieur l'abbé, aimait et aime encore tendrement ce bon peuple ; mais je sens là, au fond de mon cœur, que moi je l'aime aussi, et que dans cet amour du moins je ne lui serai point inférieur »,.
Un chant du Te Deum est entonné et l'évêque reçoit sur son trône l'obédience du clergé. Puis il prononce une oraison sur la paix du haut de la chaire. Enfin, se rendant à l'évêché, une foule nombreuse le suit. Un repas est organisé le soir en présence du maire et du gouverneur de Vieux-Fort.

#### Ses huit années à la Guadeloupe

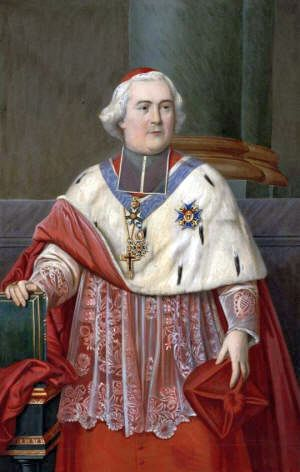
Ferdinand-François-Auguste Donnet.

Les années passées en Guadeloupe contribuent à l'enracinement de la foi catholique sur l'île. Il fait notamment construire des petits séminaires, mais contrairement à son collègue de Martinique, Étienne-Jean-François Le Herpeur, il refuse de construire un grand séminaire et préfère donner des bourses aux futurs prêtres pour qu'ils aillent s'instruire à l'Institut du Saint-Esprit à Paris. Il est confronté au manque de prêtres dans son diocèse, et fait appel aux spiritains pour des missions spécifiques, il envisage aussi de leur confier les paroisses de Saint-Martin et Saint-Barthélemy dont les casuels sont trop faibles pour attirer des séculiers. Il crée en janvier 1854 une école de travaux agricoles, mais cet établissement dirigé par les Spiritains cesse son activité deux ans après. Il consacre, le 6 février 1855, l'église Notre-Dame-de-l'Assomption de Pointe-Noire édifiée deux ans auparavant.
Il ne s'absente pas de l'archipel, préférant notamment se faire représenter au concile provincial de Bordeaux tenu à Périgueux en août 1856. Ses deux seules absences de Guadeloupe ont lieu, l'une le 25 août 1858 lorsqu'il assiste aux obsèques de Michel Vesque, évêque de Roseau, sur l'île de Dominique, et l'autre du 8 au 18 septembre 1859 pour le quatrième concile de la province de Bordeaux, période durant laquelle a aussi lieu la consécration de la basilique de Notre-Dame de Bonne-Encontre, à laquelle il assiste en compagnie du cardinal Ferdinand-François-Auguste Donnet. C'est aussi cet été-là que, par un décret impérial daté du 11 août 1859 et sur la proposition du secrétaire d'état au département de l'Algérie et des colonies, il est nommé chevalier de la Légion d'honneur, puis, le 20 décembre 1859, comte, titre confirmé en France le 18 août 1861.
Mais les qualités de Forcade sont appréciées en métropole et l'on envisage de lui confier un siège épiscopal plus prestigieux. Alors que, le 16 juillet 1860, il envoie une lettre à Donnet pour l'informer du décès de Louis-Martin Porchez, évêque de Fort-de-France, le cardinal lui envoie une réponse sans équivoque :

« Vous avez été, Monseigneur, le digne interprète de la douleur publique, dans les paroles si bien inspirées et si vivement senties que vous avez fait entendre en présence du cercueil de votre vénérable collègue. J'ai beaucoup aimé la délicate pensée que vous avez eue d'associer le souvenir de Mgr Le Herpeur à celui de Mgr Porchez, et l'apostrophe de la fin aux montagnes de la Martinique : Montes Gelboe, nec ros, nec pluvia veniat super vos.
Je vous fais mon sincère compliment et je désire que la voix qui pleure si bien dans les funérailles et qui a résonné avec tant d'éloquence dans notre dernier concile, puisse bientôt se faire entendre dans quelqu'une des cathédrales du continent, car je travaille à vous y ramener… »

Quelques semaines plus tard, Théodore-Augustin Forcade doit quitter son diocèse de Guadeloupe, avant de pouvoir mener à bien le projet qu'il avait de transférer le siège épiscopal et la cathédrale de Basse-Terre à Pointe-à-Pitre.

### Nevers (1860-1873)

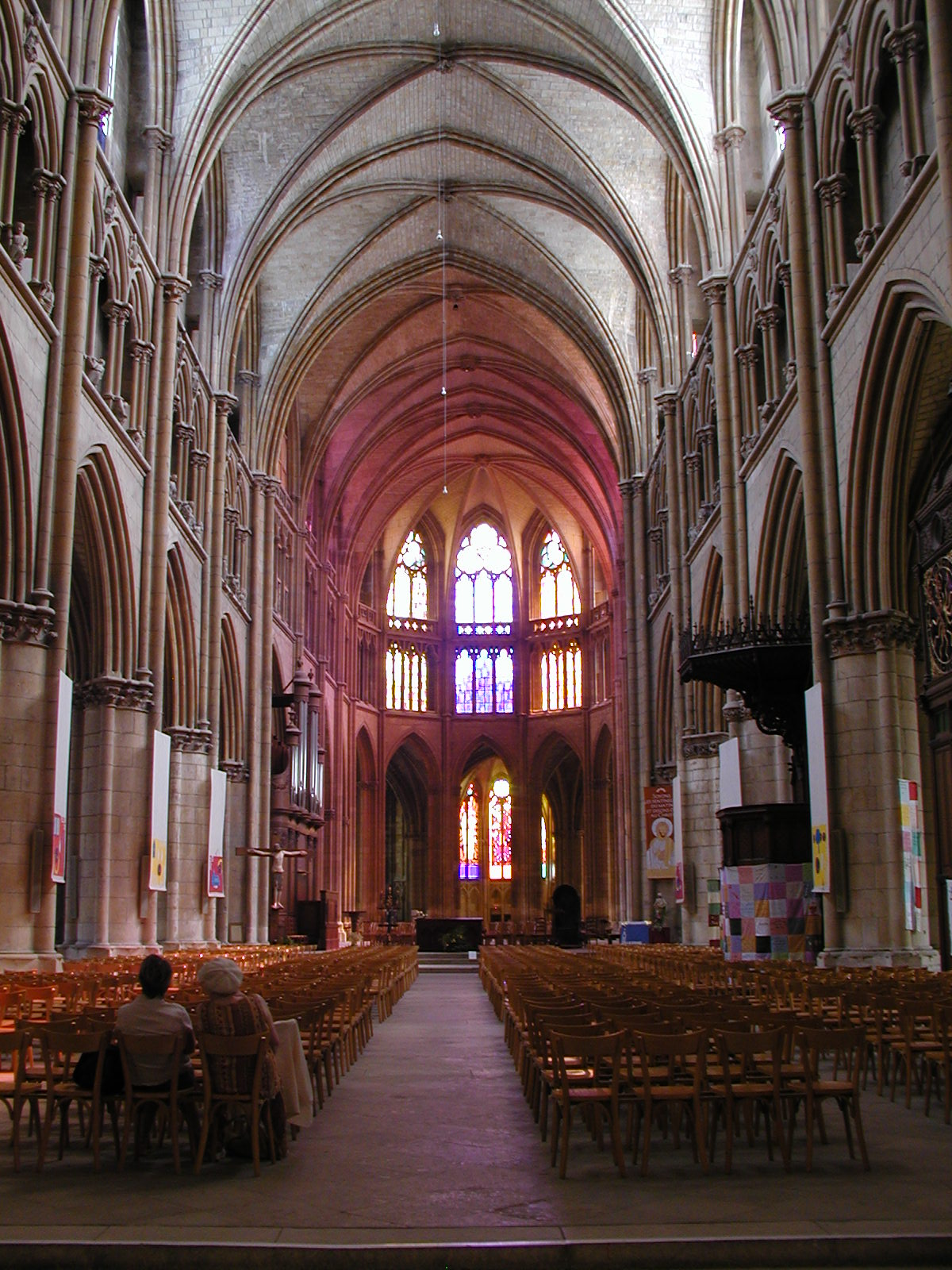
La nef de la cathédrale de Nevers.

Par un décret impérial, Théodore-Augustin Forcade est nommé évêque de Nevers à l'âge de 44 ans, le 11 décembre 1860, à la suite du décès de Dominique-Augustin Dufêtre. Préconisé au consistoire du 18 mars 1861, il prête serment devant l'Empereur Napoléon III le 28 avril 1861. C'est le 16 mai qu'il fait son entrée solennelle à Nevers. Lors du banquet qui suit son installation, l'évêque fait asseoir à sa table vingt pauvres de la ville. Il publie ensuite une lettre qu'il fait lire dans toutes les églises du diocèse et visant à encourager les fidèles de l'Église. Augustin-Joseph Crosnier, dans ses Études sur la liturgie nivernaise : son origine et ses développements (1868), indique que « lorsque Mgr Forcade arriva à Nevers, il fut heureux d'y trouver la liturgie romaine solidement établie ». Mais le clergé profite de son arrivée pour demander un supplément au rituel pour divers types de cérémonies, tant pour les bénédictions particulières que pour les cérémonies réservées aux évêques. Afin de satisfaire à cette demande, Forcade obtient un indult le 2 mars 1865 qui l'autorise à admettre dans son diocèse toutes les bénédictions déjà autorisées dans d'autres diocèses de France.
Dès son arrivée à Nevers, Forcade entreprend une visite des paroisses de son diocèse, commençant par Fourchambault le 23 juin 1861. La veille, un ouragan ravage plusieurs communes, dont Moulins-Engilbert, Fours et Luzy. L'évêque fait un appel à la charité publique pour venir en aide aux sinistrés. Le 2 juillet, il bénit une église construite à La Celle-sur-Loire.

#### L'opposition à Baroche
Alors que le Second Empire fait régner l'autorité sur la France, le ministre de la Justice Pierre Jules Baroche, de tendance résolument conservatrice, mène à partir de 1863 une politique centralisatrice. Le 8 décembre 1864, le pape Pie IX publie une encyclique nommée Quanta Cura. Le ministre Baroche informe alors tous les évêques de France que le Conseil d'État est saisi de l'examen d'un projet de décret visant à censurer une partie de cette encyclique dans l'Empire français, sur la base de la loi du 18 germinal an X, appliquant le concordat de 1801. Cette décision ulcère l'épiscopat français et de nombreuses voix s'élèvent pour protester contre le projet. Parmi celles-ci, se trouve celle de Forcade qui écrit une lettre à Baroche le 10 janvier 1866 :

« […] J'ai le profond regret d'être obligé de vous dire que nous sommes tous autant effrayés qu'affligés. Nous ne craignons rien pour l'Église. Elle a des promesses d'immortalité ; mais ces promesses ne sont que pour l'Église. […] [Nous] ne pouvons oublier qu'en des circonstances toutes semblables l'Esprit Saint n'inspira pas [aux Apôtres] d'autres réponses et ne leur traça pas d'autre règle de conduite que celle-ci : Obedire oportet Deo magis quam hominibus. »

Il s'agit ni plus ni moins d'une menace de désobéissance. Dans la foulée, Forcade écrit une lettre au Journal de la Nièvre pour informer les lecteurs de la mauvaise application de la loi qui est faite selon lui. Enfin, il adresse un mandement à son clergé et ses diocésains leur enjoignant « une adhésion complète à l'enseignement du souverain-pontife ».

#### Les visions de Bernadette Soubirous

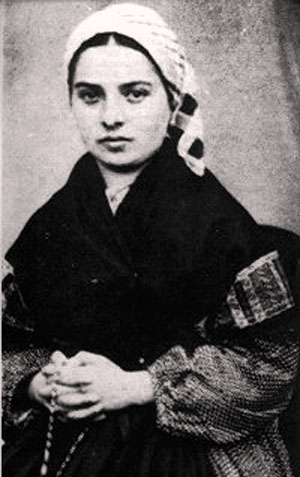
Bernadette Soubirous, dont Forcade éveille la vocation.

Durant son office à l'évêché de Nevers, Théodore-Augustin Forcade entend parler de Bernadette Soubirous et des 18 apparitions dont elle affirme avoir été témoin entre février et juillet 1858. Un jour, il lui demande si sa vocation ne lui aurait pas été prédite à la grotte de Massabielle, à quoi la jeune fille répond : « Ah ! Monseigneur !… ». Le 25 septembre 1863, il a un entretien avec elle, alors qu'elle est hébergée à l'École des indigents de l'hospice de Lourdes. Au cours de cet entretien, il promet à Bernardette Soubirous d'être dispensée du paiement d'une dot pour devenir religieuse et, malgré son état de santé précaire, souhaite l'envoyer chez les sœurs de la Charité à Nevers, dans un couvent tenu par Louise Ferrand, mère supérieure, afin de s'y instruire. Louise Ferrand accepte la demande de l'évêque, lui disant : « Monseigneur, elle sera un pilier de l'infirmerie. » Finalement, le 4 juillet 1866, la jeune fille quitte Lourdes pour le noviciat de Nevers.
À la mort de Bernadette Soubirous, l'évêque, devenu archevêque d'Aix, publie une Notice sur la vie de sœur Marie-Bernard. À Nevers, il est fermement convaincu de la sainteté de la jeune femme, même s'il avoue qu'il aurait pu la « lâcher complètement ». À l'occasion de la visite de l'archevêque de Reims Jean-François Landriot au diocèse de Nevers, Forcade a affaire à un homme sceptique sur les apparitions prêtées à Bernadette Soubirous. Il raconte dans sa Notice sur la vie de sœur Marie-Bernard :

« Pendant le dîner, la conversation vint à tomber, je ne sais trop comment, sur Lourdes et Bernadette. Après avoir écouté quelques instants en silence, Mgr Landriot, avec son franc-parler ordinaire, me dit à brûle-pourpoint : « Votre Bernadette, moi, je n’y crois pas ! — Comme il vous plaira, mon cher seigneur ; Bernadette n’est assurément pas un article de foi. Permettez-moi cependant de vous demander si vous l’avez jamais vue. — Non, et je n’ai aucune envie de la voir. — Pourquoi cela ? — Parce que je n’y crois pas. — Mais qui sait si, après l’avoir vue, vous n’y croiriez pas ? — Il n’y a pas de danger ! »
Après le repas, dès que je pus me trouver seul avec mon vénérable ami, je ne lui dissimulai pas que je l’avais trouvé un peu vif à l’endroit de Bernadette, et je lui demandai formellement, en manière de réparation, d’aller la voir avec moi le lendemain matin. « Vous êtes, lui dis-je, un savant homme et un habile ergoteur. Si vous parvenez à la dérouter sur le fait des apparitions de Lourdes, et à me démontrer ainsi, soit qu’elle se trompe, soit qu’elle nous trompe, vous me rendrez un grand service. Je ne tiens aucunement à faire vis-à-vis d’elle un métier de dupe, et je vous déclare que dans ce cas je la lâche immédiatement. » »

Forcade a toujours été doté d'une forte croyance dans la sainteté de Bernadette Soubirous. L'épisode de Landriot renforce ses convictions. Le 25 octobre 1866, alors que la jeune femme, d'une santé très précaire se sent mourante, l'évêque se rend à son chevet pour recevoir ses vœux perpétuels. Mais dès lors qu'il quitte sa chambre, sa santé lui revient brusquement, ce qui fera dire à Bernadette plus tard : « Je vais mieux, le Bon Dieu ne m'a pas voulue, je suis allée jusqu'à la porte et Il m'a dit : « Va-t-en, c'est trop tôt ! » » Le 30 octobre 1867, Forcade reçoit la profession de foi de la jeune femme.

#### Les années à Nevers
Théodore-Augustin Forcade demeure évêque de Nevers pendant près de 14 années. Durant cette période, il bénit de nombreux bâtiments religieux de la région où il exerce. Ainsi, le 5 mai 1860, il bénit la chapelle du château de La Chaux (Saône-et-Loire). Le 31 août 1864, il bénit devant une foule de fidèles et de prêtres la nouvelle église de Mhère (Nièvre), commencée en 1861 et achevée trois ans plus tard.
À partir d'octobre 1865, la Guadeloupe est frappée par une violente épidémie de choléra. Dans la seule journée du 22 novembre, 167 personnes meurent à Basse-Terre et 54 à Pointe-à-Pitre. Ému par la situation, Forcade organise des secours à destination de l'île et préside un comité de dames chargé de réunir et de centraliser les secours sous le patronage de l'impératrice Eugénie de Montijo. En mars 1866, celle-ci fait notamment don de deux lots à la loterie organisée pour rassembler des fonds pour la Guadeloupe.
En 1870, lors de la chute du Second Empire, les relations entre Cyprien Girerd, nouveau préfet républicain de la Nièvre, et Théodore-Augustin Forcade sont exécrables.

### Aix-en-Provence (1873-1885)
Théodore-Augustin Forcade est nommé archevêque d'Aix-en-Provence le 21 mars 1873. Il est à l'origine de deux institutions catholiques d'Aix : le collège catholique et le comité catholique diocésain. On lui doit aussi le journal La Semaine religieuse, ainsi que plusieurs cercles ouvriers. On peut voir en la cathédrale Saint-Sauveur un plateau ayant appartenu à l'archevêque et classé monument historique et propriété de l'État depuis le 13 juin 1988. Ses armoiries et sa devise y figurent.

#### Croix de Provence

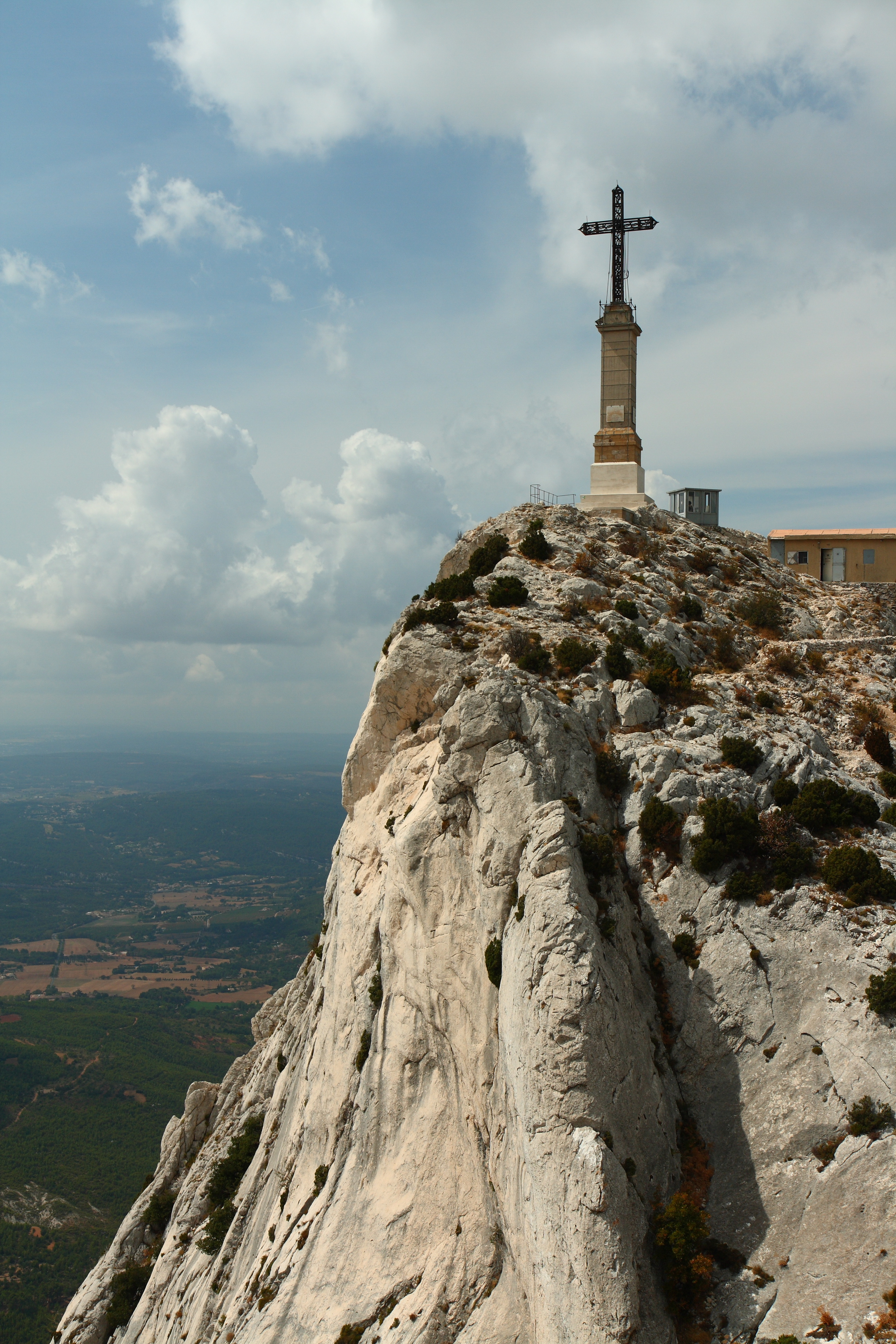
La croix de Provence, inaugurée par l'archevêque en 1875.

Le 18 mai 1875, devant une foule de 3 000 personnes, il inaugure la croix de Provence, édifice religieux construit au sommet de la montagne Sainte-Victoire, à l'est d'Aix-en-Provence. Pour l'occasion, alors qu'un texte est écrit sur chaque face du socle, l'un en grec, un autre en français, le troisième en latin et le dernier en provençal, le texte français, tourné dans la direction de Paris, lui est consacré. Il dit : « Croix de Provence, bénite par Monseigneur Théodore-Augustin Forcade, Archevêque d'Aix, Arles et Embrun le 18 mai 1875 ».

#### Affaire Forcade
À partir de 1879, Forcade combat sans relâche les lois Jules Ferry votées jusqu'en 1882, et complétées de décrets, qui expulsent les religieux de l'enseignement public. Il écrit une lettre enflammée qui est lue dans toutes les églises. Son combat provoque des remous à Paris et le Conseil d'État le condamne, mais comme sa hiérarchie le soutient, Forcade reste jusqu'à sa mort un fervent partisan de l'enseignement religieux à l'école.

#### Mort du choléra
À l'occasion d'une visite à des malades atteints du choléra à Lançon-Provence, il tombe malade et meurt à Aix-en-Provence le 12 septembre 1885. Son corps est inhumé dans la chapelle du Corpus Domini, dans la cathédrale Saint-Sauveur.

## Personnalité

### Caractère
Théodore-Augustin Forcade est un évêque très actif dans son ministère, quels que soient les lieux où il l'exerce. Sa correspondance est abondante et se chiffre en plusieurs milliers de lettres. L. Bozzetto-Ditto a laissé de lui un portrait pourtant nuancé : « entrain, gaieté, loyauté, courtoisie ; c'est un travailleur acharné, capable de toutes les formes de pauvreté, bienveillant, charitable, courageux, direct et franc », mais c'est aussi « une main pas toujours douce, pleine de raideur » ; il est parfois trop impulsif, d'une « fermeté rigoureuse, autoritaire », il n'est « pas diplomate ». Il rend de fréquentes visites à ses ouailles malgré le danger, comme ses visites à des cholériques de Lançon-Provence le montrent.

### Positionnement politique
Les comptes rendus du préfet des Bouches-du-Rhône au gouvernement républicain sont assurément peu bienveillants envers le prélat. Le 11 novembre 1879, il écrit au ministre de l'Intérieur :

« Tout le personnage présente en effet un aspect militant ; son visage, sa démarche, son accent, ses discours respirent la fougue et le combat ; aussi le clergé le redoute-t-il sans l'aimer et l'on peut affirmer que ses allures cassantes ont diminué plutôt qu'augmenté le nombre des fidèles […]. Les opinions de Mgr Forcade sont exclusivement monarchistes et l'idéal de son gouvernement serait celui qui se rapprocherait de la forme absolue ; son caractère dur et entier lui ferait résolument adopter l'Empire ; c'est de ce côté que le portent ses instincts. Nos populations méridionales si promptes à pénétrer les hommes, l'ont compris et tous ses efforts pour faire de l'archevêché le siège et le foyer des espérances légitimistes n'ont guère trouvé à Aix qu'un succès de circonstance, sans estime ni conviction […]. Les relations administratives avec ce prélat ne pourraient, m'assure-t-on, exister qu'au prix d'une condescendance sans dignité et les sous-préfets des 24 mai 1873 et 16 mai 1877 ont pu seuls entretenir avec lui des rapports intéressés. »

Plus lapidaire, un autre rapport de 1879 remarque que Théodore-Augustin Forcade est ultramontain, avec des « tendances bonapartistes ».

## Succession apostolique
Théodore-Augustin Forcade a ordonné les évêques suivants :
- Archevêque Pierre-Marie Osouf, M.E.P. (1877)
- Cardinal Jean-Pierre Boyer (1878)
- Évêque Alfred-François Fleury-Hottot (1885)

## Armoiries et titres

Blason de l'évêque de Nevers Théodore-Augustin Forcade.

Les armes nivernaises de Théodore-Augustin Forcade se décrivent ainsi :
« Écartelé : au 1 de gueules, au lion d'or ; au 2 coupé en chef d'azur, à dix losanges d'argent rangés 5 et 5, et en pointe d'azur, au lion léopardé d'argent ; au 3 d'argent, à cinq losanges d'azur en bande ; et au 4 d'argent, à deux épées de gueules en sautoir ».
Sa devise est : « Fortitudo mea Dominus » (« Le Seigneur est ma force »).
Outre les titres d'officier de la Légion d'honneur (1866) et de comte (1859 aussi), Théodore-Augustin Forcade a également d'autres titres :
- prélat au trône pontifical ;
- chanoine d'honneur des diocèses d'Amiens et de Basse-Terre ;
- chevalier de grâce de l'Ordre constantinien des Deux-Siciles (1858) ;
- commandeur de l'Ordre royal de l'Étoile polaire de Suède (17 mai 1861[A 11]).